# Pixeline: Drager over Pixieland
 Pixeline: Drager over Pixieland  er det fjortende spil i Pixeline hovedserien. Spillet er fra 2008, og er udgivet af Krea Media. 
Spillet starter med, at Pixeline besøger handelsmanden Flux Monetos, som har problemer, da en drage har opsnuset hans guld og sat sig på taget af hans vogn. 
Sammen med Flux Monetos finder Pixeline ud af, at de kan flytte hans guldmønter over i en hule, så dragen følger efter. 
Men Flux Monetos vil ikke gå med til at slippe sit guld, så Pixeline må arbejde og skaffe ting til Flux Monetos i bytte for guldmønterne.
Dette gøres ved at gennemføre nogle opgaver, som bl.a. omhandler at grave juveler, indfange insekter og plukke frugt. 
Disse ting er Flux Monetos interesseret i, så man kan få dem byttet til guldmønter, når man besøger ham. Derudover skal man bl.a. slukke en ildebrand for gnomer eller samle guldstøv for en alf, samt fuldføre nogle bedrifter, som man bl.a. kan få ved f.eks. at slukke ildebrande 50 gange.